# Marie Rosa Tietjen
Marie Rosa Tietjen (* 1986 in Bremerhaven) ist eine deutsche Schauspielerin.

## Leben
Von 2006 bis 2010 studierte Tietjen Schauspiel an der Hochschule für Schauspielkunst „Ernst Busch“ Berlin. In der Intendanz von Karin Baier war sie von 2011 bis 2013 festes Ensemblemitglied am Schauspiel Köln. Sie arbeitete bisher unter anderem mit René Pollesch, Karin Henkel, Barbara Weber, Barbara Frey, Sebastian Nübling, Laurent Chetouane, Sebastian Kreyer und Stephan Kimmig. Für die Rolle der Laura Wingfield in Sebastian Kreyers Inszenierung von „Die Glasmenagerie“ wurde sie von der Fachzeitschrift „Theater Heute“ zur Nachwuchsschauspielerin des Jahres 2013 gewählt. Sie spielte zuletzt am Schauspielhaus Zürich und den Münchener Kammerspielen. Aktuell spielt sie am Hamburger Schauspielhaus und am Thalia Theater Hamburg. Ihre erste Regiearbeit „Bilder deiner großen Liebe“ am Thalia Theater Hamburg wurde zum Radikal Jung Festival 2018 eingeladen. Seit 2021 ist sie Ensemblemitglied an der Volksbühne am Rosa Luxemburg Platz.
Im Jahr 2011 spielte sie in Andreas Dresens Halt auf freier Strecke. Der Film feierte im selben Jahr seine Premiere in der Sektion Un Certain Regard der 64. Filmfestspiele von Cannes und gewann dort den Hauptpreis. Beim Deutschen Filmpreis 2012 wurde der Film mit der »Lola« in Gold für den besten Spielfilm ausgezeichnet.
Nach dem Tod von Maria Kwiatkowsky während der laufenden Dreharbeiten des Films Die Erfindung der Liebe in der Regie von Lola Randl wurde der bereits abgedrehte Teil beibehalten und durch einen zweiten Handlungsstrang ergänzt. In diesem Teil übernimmt Marie Rosa Tietjen als Praktikantin am Filmset die Rolle der von Maria Kwiatkowsky gespielten Schauspielschülerin. Im selben Jahr übernahm Tietjen eine Hauptrolle in Nana Neuls deutsch-französischem Spielfilm Stiller Sommer. Beide Filme feierten ihre Premiere auf dem Filmfest München 2013. Im März 2018 spielte sie in dem ARD-Zweiteiler Gladbeck in einer Hauptrolle  die Mittäterin des Geiseldramas Marion Löblich. Für die Rolle der Marion Löblich wurde sie für den Deutschen Schauspielpreis 2018 nominiert.
Tietjen lebt in Berlin.

## Filmografie
- 2009: Das Blaue vom Himmel
- 2010: Die Unsichtbare
- 2010: Augen zu
- 2010: Halt auf freier Strecke
- 2011: Willkommen im Club
- 2011: Die Lehrerin
- 2012: Die Erfindung der Liebe
- 2013: Stiller Sommer
- 2016: Wann endlich küsst du mich?
- 2018: Gladbeck
- 2019: Kommissarin Heller: Herzversagen
- 2019: Tatort: Querschläger
- 2019: SOKO Hamburg –  Tod einer Unsichtbaren
- 2019: Und wer nimmt den Hund?
- 2021: Die Heimsuchung (Fernsehfilm)
- 2023: The Zone of Interest
- 2025: SOKO Potsdam: Lagerkoller

## Theater
- 2007: Reigen, Schauspielhaus Zürich (Regie: Barbara Frey)
- 2008: Stella, Schauspielhaus Zürich (Regie: Klaus Missbach)
- 2010: Gerettet, Schaubühne Berlin (Regie: Benedict Andrews)
- 2011: Der Kirschgarten, Schauspiel Köln (Regie: Karin Henkel)
- 2012: Der Idiot, Schauspiel Köln (Regie: Karin Henkel)
- 2012: Das Erdbeben von Chili, Schauspiel Köln (Regie: Laurent Chetouane)
- 2013: Die Glasmenagerie, Schauspiel Köln (Regie: Sebastian Kreyer)
- 2013: Die Letzten, Schauspiel Köln (Regie: Sebastian Nübling)
- 2014: Herein Herein Ich Atme Euch Ein, Schauspielhaus Zürich (Regie: René Pollesch)
- 2014: Amphitryon, Schauspielhaus Zürich (Regie: Karin Henkel)
- 2015: Kasimir und Karoline, Schauspielhaus Zürich (Regie: Barbara Weber)
- 2015: Love No Love, Schauspielhaus Zürich (Regie: René Pollesch)
- 2015: Die Jungfrau von Orleans, Schauspielhaus Zürich (Regie: Stephan Kimmig)
- 2016: Bühne frei für Mick Levcik, Schauspielhaus Zürich (Regie: René Pollesch)
- 2017: Die Wildente, Schauspielhaus Zürich (Regie: Alice Zandwijk)
- 2017: HIGH! Du weisst wovon, Schauspielhaus Zürich (Regie: René Pollesch)
- 2017: Bilder deiner großen Liebe, Thalia Theater Hamburg (Regie: Marie Rosa Tietjen) eingeladen zum Radikal Jung Festival 2018
- 2018: Hello, Mister McGuffin, Schauspielhaus Zürich (Regie: René Pollesch)
- 2018: Ich weiss nicht, was ein Ort ist, ich kenne nur seinen Preis. Schauspielhaus Zürich (René Pollesch)
- 2019: Probleme Probleme Probleme, Hamburger Schauspielhaus (Regie: René Pollesch)
- 2021: J'accuse!, Deutsches Schauspielhaus Hamburg (Regie: René Pollesch)
- 2021: Die Gewehre der Frau Kathrin Angerer, Volksbühne am Rosa-Luxemburg-Platz (Regie: René Pollesch)

## Auszeichnungen
- 2007: Förderpreis für junge Künstler der Sparkassenstiftung Bremerhaven
- 2011: Einladung zum Theatertreffen mit „Der Kirschgartenr“, Regie: Karin Henkel
- 2013: Nachwuchsschauspielerin des Jahres (Theater Heute)
- 2014: Einladung zum Theatertreffen mit „Amphitryon und sein Doppelgänger“, Regie: Karin Henkel
- 2018: Deutscher Schauspielpreis 2018 Schauspielerin in einer Nebenrolle für „Gladbeck“ (nominiert)
- 2018: Deutscher Schauspielpreis 2018 Ensemble für „Gladbeck“